# Großer Preis von Italien 2005
Der Große Preis von Italien 2005 (offiziell Formula 1 Gran Premio Vodafone d’Italia 2005) fand am 4. September auf dem Autodromo Nationale di Monza in Monza statt und war das 15. Rennen der Formel-1-Weltmeisterschaft 2005.

## Berichte

### Hintergründe
Nach dem Großen Preis der Türkei führte Fernando Alonso in der Fahrerwertung mit 24 Punkten vor Kimi Räikkönen und mit 40 Punkten vor Michael Schumacher. Diese drei Fahrer hatten auch noch die Chance auf den Fahrertitel. In der Konstrukteurswertung führte Renault mit neun Punkten vor McLaren-Mercedes und mit 44 Punkten vor Ferrari.
Vor dem Rennwochenende gab es einen Fahrerwechsel: Bei Williams-BMW wurde Nick Heidfeld durch Antonio Pizzonia ersetzt.
Mit Michael Schumacher (fünfmal), Juan Pablo Montoya und Rubens Barrichello (jeweils einmal) traten drei ehemalige Sieger zu diesem Grand Prix an.

### Training
Die letzten sechs Teams der Konstrukteursmeisterschaft 2004 waren berechtigt am Freitag im freien Training ein drittes Auto einzusetzen. Diese Fahrer fuhren am Freitag, traten aber weder im Qualifying noch im Rennen an. Pedro de la Rosa (McLaren-Mercedes), Vitantonio Liuzzi (Red Bull), Ricardo Zonta (Toyota), Nicolas Kiesa (Jordan-Toyota) und Enrico Toccacelo (Minardi) nahmen in dieser Funktion an den Freitagstrainings teil.
Im ersten freien Training am Freitag war de la Rosa mit 1:20,201 Minuten Schnellster vor Mark Webber und Räikkönen. Im zweiten freien Training am Freitag fuhr Zonta dann mit 1:20,531 Minuten die schnellste Zeit vor Montoya und Räikkönen.
Im dritten freien Training am Samstag war Räikkönen mit 1:22,415 Minuten vorne, gefolgt von Michael Schumacher und Montoya. Im vierten und letzten freien Training am Samstag fuhr Räikkönen dann in 1:20,916 Minuten wieder die schnellste Runde vor Montoya und Takuma Satō.

### Qualifying
Räikkönen holte sich die neunte Pole-Position seiner Karriere vor Montoya. Alonso wurde Dritter, dahinter landeten die beiden BAR von Jenson Button und Satō. Räikkönen hatte allerdings aufgrund eines Motorenwechsels eine Startplatzstrafe von zehn Plätzen erhalten und fiel auf den elften Platz zurück. Somit startete sein Teamkollege Montoya von der Pole.

### Rennen
Montoya führte jede Runde an und siegte mit 2,5 Sekunden Vorsprung auf Alonso, während Giancarlo Fisichella im anderen Renault Dritter wurde. Räikkönen erreichte nach einer Aufholjagd den vierten Platz vor Trulli, Ralf Schumacher, Pizzonia und Button. Räikkönen hätte mit einer Ein-Stopp-Strategie die Chance auf den Sieg gehabt, doch ein Reifenschaden zwang ihn zu einem zweiten Boxenstopp. Auch Barrichello hatte später das gleiche Problem und Montoya hatte Glück, dass er das Rennen als Führender beendete, da sein linker Hinterreifen einige Runden vor Schluss abzubauen begann.
Bei vier ausbleibenden Rennen hatten nur noch Alonso und Räikkönen die Chance auf den Fahrertitel. Michael Schumacher hatte als Dritter 48 Punkte Rückstand auf den Führenden. 
Während des Rennens gab es keine Ausfälle, ein Kunststück, das in der Formel 1 seit dem Großen Preis der Niederlande 1961 nicht mehr mit einem vollen Feld erreicht worden war und bis zum Großen Preis von Europa 2011 nicht wieder erreicht werden sollte. Auch beim Großen Preis der USA 2005 gab es keine Ausfälle; allerdings starteten aufgrund von Problemen mit der Lieferung von Michelin-Reifen nur sechs Autos, was dazu führte, dass alle Teams, die auf diesen Reifen fuhren, aus Sicherheitsgründen zurückzogen.

## Meldeliste
| Team                       | Nr. | Fahrer               | Chassis        | Motor                 | Reifen |
| -------------------------- | --- | -------------------- | -------------- | --------------------- | ------ |
| Scuderia Ferrari Marlboro  | 01  | Michael Schumacher   | Ferrari F2005  | Ferrari 3.0 V10       | B      |
| Scuderia Ferrari Marlboro  | 02  | Rubens Barrichello   | Ferrari F2005  | Ferrari 3.0 V10       | B      |
| Lucky Strike BAR Honda     | 03  | Jenson Button        | BAR 007        | Honda 3.0 V10         | M      |
| Lucky Strike BAR Honda     | 04  | Takuma Satō          | BAR 007        | Honda 3.0 V10         | M      |
| Mild Seven Renault F1 Team | 05  | Fernando Alonso      | Renault R25    | Renault 3.0 V10       | M      |
| Mild Seven Renault F1 Team | 06  | Giancarlo Fisichella | Renault R25    | Renault 3.0 V10       | M      |
| BMW-Williams F1 Team       | 07  | Mark Webber          | Williams FW27  | BMW 3.0 V10           | M      |
| BMW-Williams F1 Team       | 08  | Nick Heidfeld        | Williams FW27  | BMW 3.0 V10           | M      |
| BMW-Williams F1 Team       | 08  | Antonio Pizzonia     | Williams FW27  | BMW 3.0 V10           | M      |
| West McLaren-Mercedes      | 09  | Kimi Räikkönen       | McLaren MP4-20 | Mercedes-Benz 3.0 V10 | M      |
| West McLaren-Mercedes      | 10  | Juan Pablo Montoya   | McLaren MP4-20 | Mercedes-Benz 3.0 V10 | M      |
| West McLaren-Mercedes      | 35  | Pedro de la Rosa     | McLaren MP4-20 | Mercedes-Benz 3.0 V10 | M      |
| Sauber Petronas            | 11  | Jacques Villeneuve   | Sauber C24     | Petronas 3.0 V10      | M      |
| Sauber Petronas            | 12  | Felipe Massa         | Sauber C24     | Petronas 3.0 V10      | M      |
| Red Bull Racing            | 14  | David Coulthard      | Red Bull RB1   | Cosworth 3.0 V10      | M      |
| Red Bull Racing            | 15  | Christian Klien      | Red Bull RB1   | Cosworth 3.0 V10      | M      |
| Red Bull Racing            | 37  | Vitantonio Liuzzi    | Red Bull RB1   | Cosworth 3.0 V10      | M      |
| Panasonic Toyota Racing    | 16  | Jarno Trulli         | ToyotaTF105    | Toyota 3.0 V10        | M      |
| Panasonic Toyota Racing    | 17  | Ralf Schumacher      | ToyotaTF105    | Toyota 3.0 V10        | M      |
| Panasonic Toyota Racing    | 38  | Ricardo Zonta        | ToyotaTF105    | Toyota 3.0 V10        | M      |
| Jordan Grand Prix          | 18  | Tiago Monteiro       | Jordan EJ15    | Toyota 3.0 V10        | B      |
| Jordan Grand Prix          | 19  | Narain Karthikeyan   | Jordan EJ15    | Toyota 3.0 V10        | B      |
| Jordan Grand Prix          | 39  | Nicolas Kiesa        | Jordan EJ15    | Toyota 3.0 V10        | B      |
| Minardi F1 Team            | 20  | Robert Doornbos      | Minardi PS05   | Cosworth 3.0 V10      | B      |
| Minardi F1 Team            | 21  | Christijan Albers    | Minardi PS05   | Cosworth 3.0 V10      | B      |
| Minardi F1 Team            | 40  | Enrico Toccacelo     | Minardi PS05   | Cosworth 3.0 V10      | B      |

Anmerkungen
1. 1 2 3 4 5  Nahm nur am Freitagstraining teil.

## Klassifikationen

### Qualifying
| Pos. | Fahrer               | Konstrukteur      | Zeit     | Start |
| ---- | -------------------- | ----------------- | -------- | ----- |
| 01   | Kimi Räikkönen       | McLaren-Mercedes  | 1:20,878 | 11    |
| 02   | Juan Pablo Montoya   | McLaren-Mercedes  | 1:21,054 | 01    |
| 03   | Fernando Alonso      | Renault           | 1:21,319 | 02    |
| 04   | Jenson Button        | BAR-Honda         | 1:21,369 | 03    |
| 05   | Takuma Satō          | BAR-Honda         | 1:21,477 | 04    |
| 06   | Jarno Trulli         | Toyota            | 1:21,640 | 05    |
| 07   | Michael Schumacher   | Ferrari           | 1:21,721 | 06    |
| 08   | Rubens Barrichello   | Ferrari           | 1:21,962 | 07    |
| 09   | Giancarlo Fisichella | Renault           | 1:22,068 | 08    |
| 10   | Ralf Schumacher      | Toyota            | 1:22,266 | 09    |
| 11   | David Coulthard      | Red Bull-Cosworth | 1:22,304 | 10    |
| 12   | Jacques Villeneuve   | Sauber-Petronas   | 1:22,356 | 12    |
| 13   | Christian Klien      | Red Bull-Cosworth | 1:22,532 | 13    |
| 14   | Mark Webber          | Williams-BMW      | 1:22,560 | 14    |
| 15   | Felipe Massa         | Sauber-Petronas   | 1:23,060 | 15    |
| 16   | Antonio Pizzonia     | Williams-BMW      | 1:23,291 | 16    |
| 17   | Tiago Monteiro       | Jordan-Toyota     | 1:24,666 | 17    |
| 18   | Robert Doornbos      | Minardi-Cosworth  | 1:24,904 | 18    |
| 19   | Narain Karthikeyan   | Jordan-Toyota     | 1:25,859 | 19    |
| 20   | Christijan Albers    | Minardi-Cosworth  | 1:26,964 | 20    |

Anmerkungen
1. ↑  Räikkönen erhielt aufgrund eines Motorenwechsels eine Startplatzstrafe von zehn Plätzen.

### Rennen
| Pos. | Fahrer               | Konstrukteur      | Runden | Stopps | Zeit        | Start | Schnellste Runde |
| ---- | -------------------- | ----------------- | ------ | ------ | ----------- | ----- | ---------------- |
| 01   | Juan Pablo Montoya   | McLaren-Mercedes  | 53     | 2      | 1:14:28,659 | 01    | 1:21,828 (15.)   |
| 02   | Fernando Alonso      | Renault           | 53     | 2      | + 2,749     | 02    | 1:22,146 (16.)   |
| 03   | Giancarlo Fisichella | Renault           | 53     | 2      | + 17,975    | 08    | 1:22,587 (16.)   |
| 04   | Kimi Räikkönen       | McLaren-Mercedes  | 53     | 2      | + 22,775    | 11    | 1:21,504 (51.)   |
| 05   | Jarno Trulli         | Toyota            | 53     | 2      | + 33,786    | 05    | 1:22,831 (19.)   |
| 06   | Ralf Schumacher      | Toyota            | 53     | 2      | + 43,925    | 09    | 1:23,076 (19.)   |
| 07   | Antonio Pizzonia     | Williams-BMW      | 53     | 2      | + 44,643    | 16    | 1:22,870 (21.)   |
| 08   | Jenson Button        | BAR-Honda         | 53     | 2      | + 1:03,635  | 03    | 1:23,161 (16.)   |
| 09   | Felipe Massa         | Sauber-Petronas   | 53     | 2      | + 1:15,413  | 15    | 1:23,365 (18.)   |
| 10   | Michael Schumacher   | Ferrari           | 53     | 2      | + 1:36,070  | 06    | 1:23,584 (05.)   |
| 11   | Jacques Villeneuve   | Sauber-Petronas   | 52     | 2      | + 1 Runde   | 12    | 1:23,892 (13.)   |
| 12   | Rubens Barrichello   | Ferrari           | 52     | 3      | + 1 Runde   | 07    | 1:23,466 (13.)   |
| 13   | Christian Klien      | Red Bull-Cosworth | 52     | 2      | + 1 Runde   | 13    | 1:23,633 (17.)   |
| 14   | Mark Webber          | Williams-BMW      | 52     | 3      | + 1 Runde   | 14    | 1:22,935 (40.)   |
| 15   | David Coulthard      | Red Bull-Cosworth | 52     | 2      | + 1 Runde   | 10    | 1:23,867 (18.)   |
| 16   | Takuma Satō          | BAR-Honda         | 52     | 3      | + 1 Runde   | 04    | 1:23,341 (14.)   |
| 17   | Tiago Monteiro       | Jordan-Toyota     | 51     | 2      | + 2 Runden  | 17    | 1:24,810 (09.)   |
| 18   | Robert Doornbos      | Minardi-Cosworth  | 51     | 2      | + 2 Runden  | 18    | 1:25,193 (31.)   |
| 19   | Christijan Albers    | Minardi-Cosworth  | 51     | 4      | + 2 Runden  | 20    | 1:24,966 (33.)   |
| 20   | Narain Karthikeyan   | Jordan-Toyota     | 50     | 4      | + 3 Runden  | 19    | 1:25,146 (18.)   |

## WM-Stände nach dem Rennen
Die ersten acht eines Rennens bekamen 10, 8, 6, 5, 4, 3, 2 bzw. 1 Punkt(e).

### Fahrerwertung
| Pos. | Fahrer               | Konstrukteur      | Punkte |
| ---- | -------------------- | ----------------- | ------ |
| 01   | Fernando Alonso      | Renault           | 103    |
| 02   | Kimi Räikkönen       | McLaren-Mercedes  | 76     |
| 03   | Michael Schumacher   | Ferrari           | 55     |
| 04   | Juan Pablo Montoya   | McLaren-Mercedes  | 50     |
| 05   | Jarno Trulli         | Toyota            | 43     |
| 06   | Giancarlo Fisichella | Renault           | 41     |
| 07   | Ralf Schumacher      | Toyota            | 35     |
| 08   | Rubens Barrichello   | Ferrari           | 31     |
| 09   | Nick Heidfeld        | Williams-BMW      | 28     |
| 10   | Jenson Button        | BAR-Honda         | 24     |
| 11   | Mark Webber          | Williams-BMW      | 24     |
| 12   | David Coulthard      | Red Bull-Cosworth | 21     |
| 13   | Felipe Massa         | Sauber-Petronas   | 8      |

| Pos. | Fahrer             | Konstrukteur      | Punkte |
| ---- | ------------------ | ----------------- | ------ |
| 14   | Tiago Monteiro     | Jordan-Toyota     | 6      |
| 15   | Alexander Wurz     | McLaren-Mercedes  | 6      |
| 16   | Jacques Villeneuve | Sauber-Petronas   | 6      |
| 17   | Narain Karthikeyan | Jordan-Toyota     | 5      |
| 18   | Christian Klien    | Red Bull-Cosworth | 5      |
| 19   | Christijan Albers  | Minardi-Cosworth  | 4      |
| 20   | Pedro de la Rosa   | McLaren-Mercedes  | 4      |
| 21   | Patrick Friesacher | Minardi-Cosworth  | 3      |
| 22   | Antonio Pizzonia   | Williams-BMW      | 2      |
| 23   | Takuma Satō        | BAR-Honda         | 1      |
| 24   | Vitantonio Liuzzi  | Red Bull-Cosworth | 1      |
| 25   | Robert Doornbos    | Minardi-Cosworth  | 0      |
| –    | Anthony Davidson   | BAR-Honda         | 0      |

### Konstrukteurswertung
| Pos. | Konstrukteur     | Punkte |
| ---- | ---------------- | ------ |
| 01   | Renault          | 144    |
| 02   | McLaren-Mercedes | 136    |
| 03   | Ferrari          | 86     |
| 04   | Toyota           | 78     |
| 05   | Williams-BMW     | 54     |

| Pos. | Konstrukteur      | Punkte |
| ---- | ----------------- | ------ |
| 06   | Red Bull-Cosworth | 27     |
| 07   | BAR-Honda         | 25     |
| 08   | Sauber-Petronas   | 14     |
| 09   | Jordan-Toyota     | 11     |
| 10   | Minardi-Cosworth  | 7      |